# Лаконофильство

Современный памятник спартанскому царю Леониду I

Лаконофи́льство — приверженность или восхищение Спартой, спартанской культурой или конституцией. Термин происходит от названия Лаконии, той части Пелопоннеса, где спартанцы жили.
Поклонники спартанцев обычно восхваляли их мужество и успехи в боевых действиях, их «лаконичный» строгий аскетизм и самоограничение, их аристократические и добродетельные пути, стабильный порядок их политической жизни, и их Конституцию, со своеобразным трехсторонним смешанным правительством. Древнее лаконофильство начало проявляться еще в V веке до н. э., и даже появился новый глагол др.-греч. λακωνίζειν (буквально: действовать, как лаконец). Восхваление спартанского города-государства продолжалось в классической литературе и позже, и возникло снова в эпоху Возрождения.

## Лаконофильство в древности

### Афины
В Древних Афинах лаконофильство возникло как течение мысли после персидских войн. Некоторые, как Кимон, сын Мильтиада, считали, что Афины должны быть союзниками со Спартой против Персидской империи. Кимон убедил афинян отправить солдат для помощи Спарте, когда илоты (спартанские рабы) восстали и укрепились на горе Ифома. Спартанцы отправили афинян домой с благодарностью, опасаясь влияния афинских демократических идей на илотов или периэков.
Некоторые афиняне, особенно те, кто не любил торговлю, предпочитали закрытое общество и власть немногих. Они считали, что спартанская конституция была лучше их собственной. Некоторые даже пошли так далеко, что стали подражать спартанским обычаям, ходя по Афинам длинноволосыми и немытыми, как спартиаты. 
Группа экстремистски настроенных олигархов-лаконофилов, известных как Тридцать тиранов, захватили власть в Афинах в 404 г. до н. э. и держались в течение одиннадцати месяцев при поддержке спратанской армии. Их власть, однако, была быстро свергнута, а демократия была восстановлена.
В 371 г. до н. э. спартанцы были побеждены в битве при Левктрах. В результате этого поражения союзники Спарта откололись, а илоты Мессении были освобождены. После этого спартанская экономика стала в меньшей степени способна поддерживать профессиональных военных, и неравенство в среде якобы равноправных граждан возросло.

### Философы

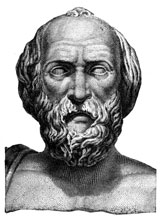
Ликург из Спарты, легендарный создатель конституции полиса

Тем не менее, лаконофилы остаются среди философов. Некоторые из молодых людей, которые следовали за Сократом, были лаконофилами. Сам Сократ изображается как восхвалитель законов Спарты и Крита. Критий, собеседник Сократа, установил олигархическое правление Тридцати тиранов, которые были поддержаны Спартой. Ксенофонт, другой ученик Сократа, сражался за спартанцев против Афин. Платон же в своих сочинениях, по-видимому, предпочитает спартанский режим демократическому. Аристотель характеризует критские и спартанские законы как формирующие общество добродетельных и законопослушных граждан, хотя он также критикует критян и спартанцев как невежд и склонных к взяточничеству, и за милитаризированную культуру.
Греческая философия, таким образом, унаследовала традицию, прославляющую спартанские законы. Это только усилилось, когда Агис IV и Клеомен III попытались «восстановить родовую конституцию» в Спарте, про которую никто тогда уже не помнил. Эта попытка закончилась крахом институтов Ликурга, а затем Набис установил тиранию в Лаконии.
В более поздние века греческие философы, особенно платоники, часто описывали Спарту как идеальное государство, сильное, и свободное от скверны коммерции и денег. Эти описания, из которых труды Плутарха является наиболее полным источником, различаются во многих деталях. Многие ученые пытались реконструировать, какие рассказы из этих утопий классических спартанцев были на самом деле, какие исходят от Клеомена, и какие позже придумали классические авторы.
У римлян стало модным посещать Лакедемон и смотреть обряды Артемиды Орфии, как своего рода туристический аттракцион.

### Противоположные мнения
Даже в древних культурах лаконофильская тенденция не была абсолютной. Никто из современников Ликурговой конституции не хвалил Спарту без оговорок, за исключением самих спартанцев.
Геродот из дорийского Галикарнаса последовательно изображает спартанцев, кроме случаев, когда они были в бою, простоватыми, нерешительными, неприветливыми, испорченными и наивными. Платон писал, что Сократ утверждал, что государство, которое следует простой жизни, не нуждается в воинском сословии, государству же роскошному и агрессивному потребуются философы, наподобии самого Платона. Даже в панегирике Ксенофонта в «Лакедемонской политии» восхищение не искреннее.
Аристотель критикует спартанцев в своей «Политике»: илоты бунтуют, спартанские женщины своевольные, магистраты (особенно эфоры) невменяемые, при принятии решений люди просто стараются перекричать друг друга в апелле, богатство граждан неравномерно (так что слишком многие теряют ресурсы, необходимы для того, чтобы быть гражданином и гоплитом), спартиаты позволяют друг другу уходить от налогов, так что и в целом город плох, и отдельные граждане. Прежде всего, спартанцы не знают другого искусства, чем война, поэтому в мирной жизни они некомпетентны и коррумпированы. На Крите институты, как он говорит, ещё хуже.
Даже после падения Спарты Полибий писал:
Ради чего я сделал это отступление? Ради того, чтобы на деле показать, что законодательство Ликурга вполне пригодно для прочного охранения страны и для удержания свободы, и что если кто в этом полагает цель государственного общежития, то должен согласиться, что нет и не было лучшего общественного порядка и устройства, как лаконские.

## Лаконофильство в Новое и Новейшее время
Восхищение Спартой продолжилось в эпоху Возрождения. Никколо Макиавелли соглашался с тем, что Спарта была примечательна своими длинным и статическим бытием, но тем не менее утверждал, что для virtù и славы Рим был гораздо предпочтительнее (Дискурсы). Елизаветинский английский конституционалист Джон Эйлмер сравнивал смешанные правительства Англии при Тюдорах и Спартанской республики, заявив, что «Лакадемония [Спарта], [была] самым благородным и лучшим городом из всех, которые когда-либо были». Он оценил его как подходящую модель для Англии. Швейцарско-французский философ Жан-Жак Руссо предпочитал Спарту Афинам в своём «Дискурсе о гуманитарных и естественных науках», утверждая, что его строгая конституция предпочтительнее более развитого характера афинской жизни. Сэмюэл Адамс выразил разочарование тем, что Американская республика была не в состоянии встретить свой идеал «христианской Спарты».
Александр Гамильтон издевался над лаконофильством своей эпохи, как несовременным:

Мы можем проповедовать до тех пор, пока нам не надоест тема необходимости бескорыстия в республиках, не сделав ни одного прозелита. Добродетельный декламатор не станет убеждать ни себя, ни кого-либо другого довольствоваться двойной порцией каши вместо разумного вознаграждения за свои услуги. С таким же успехом мы могли бы примириться со спартанской общностью товаров и жен, с их железной монетой, их длинными бородами или их черным бульоном. В обстоятельствах, а также в манерах нашего общества царит полное притворство; и так же нелепо искать образцы в простых веках Греции и Рима, как было бы нелепо искать их среди готтентотов и лапландцев..
Лаконофильство приобретало всё большее значение в XIX веке. Развитие английской публичной школы было под влиянием обучения спартанских детей, например, как Лига плюща американских университетов. Спарта была также использована в качестве модели социальной чистоты революционной и наполеоновской Франции. Славой Жижек заявил, что «все современные эгалитарные радикалы, от Руссо до якобинцев…представляли республиканскую Францию как новую Спарту».

### Ранний cионизм
Ранние сионисты, и особенно основатели кибуцного движения в Израиле, находились под влиянием спартанских идеалов, в частности, в своём отказе от меркантильных ценностей, которе связывали с оставленными ими диаспорами. Например, один из отцов-основателей Кибуца и Пальмаха Ицхак Табенкин, был в значительной степени под влиянием принципов древней Спарты. Он прописал, что «образование бойцов должно начинаться с яслей», что дети с дошкольного возраста должны «проводить ночи в горах и долинах», учиться сражаться и обучаться войне.

### Лаконофильство и расизм

#### Карл Мюллер

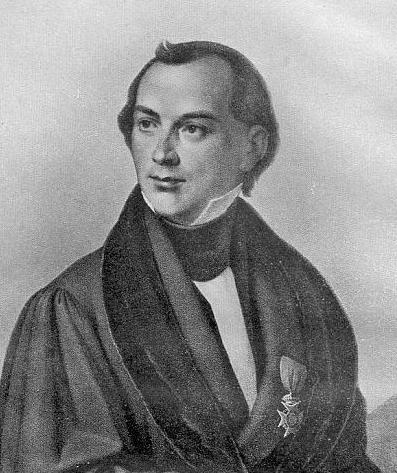
Карл Мюллер

Новый элемент в лаконофильстве был введён Карлом Мюллером, который связывал спартанские идеалы с якобы расовым превосходством дорийцев, этнической группы греков, к которым принадлежали спартанцы. Однако греческие лаконофилы, такие, как Плутарх, хвалили спартанцев, но не распространяли это на дорийцев в целом. Плутарх утверждал, что создатель их Конституции, Ликург, использовал несколько изменённые дорийские законы. Аргос, традиционный противник Спарты, был также дорийским государством; такими же были Коринф, Родос и Сиракузы, три из самых торговых государств в Греции.
В 1824 году Мюллер написал Die Dorier, история дорийской «расы». Она представляет собой «тысячестраничную фантазию», в которой дорийцы изображены героической и благородной расой, которая пришла в Грецию с севера. Он использовал новые дисциплины сопоставительное языкознание и источниковедческой критики для того, чтобы утверждать, что дорийцы являлись особым этнолингвистической группой, чья самобытная культура может быть изолирована от более поздних влияний. Он связывал происхождение дорийцев с мифическими мирмидонянами времён Троянской войны и их вождём Ахиллом.

#### Лаконофильство и нацизм
Акцент Мюллера на северном происхождении и расовом превосходстве спартанцев были впоследствии учтены при разработке нордицизма, теории превосходства одной северной европейской «арийской расы». Позже немецкие писатели регулярно изображают спартанцев в качестве модели для современного прусского государства, которое также придерживается военной самодисциплины. Это был короткий шаг для того, чтобы утверждать, что пруссаки и спартанцы изначально были той же расы. Фрэнк Х. Хэнкинс писал о взглядах американского нордициста Мэдисона Гранта в 1916 году:
Спарта представляется как особенно близкая скандинавам благодаря дорийской чистоте, в то время как Афины более смешанные. Спарта, таким образом, показывала военная эффективность, тщательную организацию и патриотическую жертву индивида государству, характерную для Скандинавии везде и на примере современной Пруссии, в то время как Афины представляли интеллектуальный блеск, нестабильность, крайний индивидуализм, склонность к измене и заговоре, столь характерная для популяций, имеющих большой средиземноморский элемент.
Эти аргументы были повторены нацистскими расовыми теоретиками, такими, как Ханс Гюнтер и Альфред Розенберг. Адольф Гитлер особо отметил спартанцев, предполагая в 1928 году, что Германия должна подражать им, ограничивая «количество тех, кому позволено жить». Он добавил, что «спартанцы были способны на такую мудрую меру… Покорение 350 000 илотов 6000 спартанцев стало возможным только из-за расового превосходства спартиатов». Спартанцы создали, по его мнению, «первое расистское государство».
После вторжения в СССР Гитлер настаивал на том, что славяне должны рассматриваться как илоты при спартанцах: «они [спартанцы] пришли как завоеватели, и они забрали всё», и поэтому так же должны немцы. Нацистский лидер уточнил, что «немцы должны были занять позицию спартиатов, в то время как… русские будут илотами».

### Современное лаконофильство
Современное лаконофильство представлено в популярной культуре, в частности, со ссылкой на битву при Фермопилах, изображённой в фильме 300 спартанцев, а также, в комиксе 300 и фильмах, на нём основанных.
В современном мире прилагательное «спартанский» используется, чтобы подразумевать простоту, бережливость или избегание роскоши и комфорта. Из-за репутации спартанского физического совершенства, и название спартанцев было принято командами по нескольким видам спорта. Университет штата Мичиган взял название спартанцев для их коллежской команды в 1925 году. Помимо Michigan State Spartans, также есть San Jose State Spartans, Ħamrun Spartans, Norfolk State Spartans и другие. Футбольные клубы «Спарта» Прага (Чехия), Spartans F.C. (Шотландия) и Спарта Роттердам (Нидерланды).